# Золотий дощ (рослина)
Золоти́й дощ (лат. Laburnum) — рід отруйних листопадних дерев і кущів родини бобових. 

## Поширення
Природний ареал — Мала Азія й Південна Європа. Представників роду культивують у багатьох країнах як декоративні рослини.

## Опис
Представники роду — дерева або кущі висотою 3—7 м. Бруньки яйцеподібні з 2—3 зовнішніми лусками. Листорозташування чергове. Листки трійчасті з черешком і прилистками, світло-зелені, листочки майже сидячі.
Квітки жовті, метеликового типу. Суцвіття — китиця, прикінцева, безлиста, повисла або стояча. Чашечка неправильно-дзвоноподібна, близько 5 мм завдовжки, неясно двогуба, з двома зубцями на верхній губі і трьома на нижній. Пелюстки 2—3 см завдовжки, вільні, вітрило трохи довше за весла з човником, човник голий. Тичинок десять, вони зростаються між собою. Зав'язь на ніжці, стовпчик з голівчастою приймочкою. Довгі низпадні гроноподібні суцвіття навесні повністю покривають рослину. Золотий дощ є добрим медоносом.
Плід — лінійний плаский біб на довгій ніжці, по швах потовщений або злегка крилатий, одно- чи багатонасінний. Розкривається пізно.
Рослина отруйна. Найбільшою токсичністю відрізняється насіння: воно містить алкалоїди цитизин і лабурнін. Цитизин за хімічною структурою близький до нікотину, відомо, що під час Першої Світової війни у Європі були в ужитку самокрутки зі золотого дощу (для заміни дефіцитного тютюну). Зараз цитизин використовують у препаратах від нікотинової залежності. При вирощуванні рослини необхідно обмежити доступ до нього дітей і тварин.

## Види
У роді налічують два біномінальних види і кілька видів з невизначеним статусом, а також гібридів.
- Laburnum alpinum J.Presl — Золотий дощ альпійський
- Laburnum anagyroides Medik. — Золотий дощ звичайний. Синонім — Cytisus laburnum L.

### Види з неясним статусом
Статус нижчеперелічених видів невизначений.
- Laburnum album J.Presl
- Laburnum alpinum ([[Mill.) Bercht. ex J. Presl
- Laburnum arboreum J.Presl
- Laburnum biflorum G.Nicholson
- Laburnum fragrans Griseb.
- Laburnum grandiflorum (DC.) J.Presl
- Laburnum heuffelii Wierzb. ex Fuss
- Laburnum ianigerum J.Presl
- Laburnum intermedium Dippel
- Laburnum jacquinianum Dalla Torre & Sarnth.
- Laburnum jaquinianum Dieck
- Laburnum laburnum (L.) Voss
- Laburnum laburnum Dörfl.
- Laburnum lanigerum J.Presl
- Laburnum linneanum Dieck
- Laburnum monadelphum Pritz.
- Laburnum nigricans J.Presl
- Laburnum nigricanum Fuss
- Laburnum nubigenum J.Presl
- Laburnum patens J.Presl
- Laburnum pendulum Raf.
- Laburnum praecox Fuss
- Laburnum purpurascens hort. & Vilm.
- Laburnum purpureum (Scop.) Drapiez
- Laburnum ramentaceum (Sieber) K.Koch
- Laburnum rochelii Wierzb. ex Fuss
- Laburnum serotinum hort. ex Dippel
- Laburnum sessilifolium J.Presl
- Laburnum spinosum J.Presl
- Laburnum tardiflorum auct.
- Laburnum triflorum J.Presl
- Laburnum variabile hort. & Vilm.
- Laburnum waterii Dippel
- Laburnum weldeni Griseb. ex Lavall.
- Laburnum weldenii Griseb. ex Lavallée

### Гібриди
- Laburnum ×watereri G.Kirchn.) Dippel — Золотий дощ Ватерера (гібрид Laburnum alpinum і Laburnum anagyroides)
- Laburnum ×adami Lavallée

## Використовування
Laburnum alpinum і Laburnum anagyroides, а також їхні гібриди популярні у парковому садівництві. Золотий дощ — теплолюбна рослина, вона витримує морози лише до мінус 23—26 °C. Тому вирощування його на більшій частині території Східної Європи досить проблематично: однорічні прирости без снігового покриву можуть обмерзати, а під час суворих зим постраждати й старі пагони. В умовах холодного клімату золотий дощ нечасто виростає вище 3 м.
Деревина золотого доща тверда, добре полірується, з гарним звивистим рисунком, має коричневий колір (заболонь жовта). Вона підходить для дрібної скульптури, інкрустацій, музичних інструментів. Колись з неї виготовляли луки й арбалети, які за якістю не поступались тисовим.

## У культурі
- У «Дітях залізниці» Е. Несбіт золотий дощ згадується при описанні брами доктора Фореста: «Поперше мати почувалася нормально, але над вечір їй стало настільки погано, що Пітера послали до будинку на селі, що стояв з трьома деревами золотого доща поруч брами, і з латунною платівкою на ній — „У. У. Форест, Доктор медицини“»
- У першому розділі «Гобіта» Дж. Р. Р. Толкіна Більбо згадує фейєрверки Ґандальфа: «Я їх пам'ятаю! Старий Тук щоліта влаштовував фейєрверки на Купала! Яка то була розкіш! Вони злітали вгору, мов величезні вогняні лілеї, чи ротики-собачки, чи золотий дощик, і так і висіли в сутіні цілий вечір!» (пер. О. М. Мокровольського)[8].
- Сучасник Толкіна, К. С. Льюїс також згадує про золотий дощ, описуючи прихід весни до Нарнії у казці «Лев, Біла Відьма та шафа»: «Дерева починали оживати. Модрини й берези були покриті зеленню, а лабурнуми золотом».